# Диуф, Папа
Папа Алиун Диуф (фр. Papa Alioune Diouf; род. 22 июня 1989[…], Дакар) — сенегальский футболист, нападающий шведского «Кальмар».

## Клубная карьера
На родине выступал за «Туре Кунда» и «Дакар УК». В феврале 2011 года на правах аренды перешёл в болгарский «Литекс». 27 февраля дебютировал в чемпионате Болгарии против «Минёра». Диуф появился на поле в начале второго тайма и в компенсированное время забил гол, установив окончательный счёт в матче 3:0. По итогам сезона клуб занял первое место в турнирной таблице и стал чемпионом страны.
Летом 2011 года проходил просмотр в шведском «Кальмаре», в результате с ним был заключено арендное соглашение до конца года. По окончании аренды клуб воспользовался пунктом о выкупе и заключил с игроком контракт, рассчитанный на три с половиной года. Первую игру за новый клуб провёл 29 апреля 2012 года против «Юргордена». Провёл в «Кальмаре» семь с половиной сезонов, за это время приняв участие в 184 и забив 25 мячей.
Летом 2019 года перешёл в турецкий «Истанбулспор» из Первой лиги. Зимой 2021 года заключил контракт с «Болуспором». Летом того же года переехал на Кипр, где присоединился к «Эрмису», выступающему в Дивизионе B. Дебютировал в его составе 10 сентября в гостевой встрече с «Эносисом». 15 октября в игре с «Неа Саламиной» оформил хет-трик, принёсший его команде победу. За сезон, проведённый в команде, принял участие в 20 играх чемпионата и одном кубковом матче и забил в них 12 голов.
21 июня 2022 года вернулся в «Кальмар», заключив краткосрочный контракт, рассчитанный до конца года.

## Карьера в сборной
10 мая 2010 года дебютировал в составе национальной сборной Сенегала в товарищеском матче со сборной Мексики.

## Достижения
Литекс:
- Чемпион Болгарии: 2010/11

## Клубная статистика
| Выступление      | Выступление      | Выступление      | Лига | Лига | Кубки | Кубки | Конт. кубки | Конт. кубки | Итого | Итого |
| Клуб             | Лига             | Сезон            | Игры | Голы | Игры  | Голы  | Игры        | Голы        | Игры  | Голы  |
| ---------------- | ---------------- | ---------------- | ---- | ---- | ----- | ----- | ----------- | ----------- | ----- | ----- |
| Литекс           | Первая лига      | 2010/11          | 14   | 2    | 2     | 0     | 0           | 0           | 16    | 2     |
| Литекс           | Итого            | Итого            | 14   | 2    | 2     | 0     | 0           | 0           | 16    | 2     |
| Кальмар          | Алльсвенскан     | 2012             | 21   | 2    | 1     | 0     | 5           | 0           | 27    | 2     |
| Кальмар          | Алльсвенскан     | 2013             | 24   | 3    | 4     | 1     | 0           | 0           | 28    | 4     |
| Кальмар          | Алльсвенскан     | 2014             | 24   | 4    | 1     | 0     | 0           | 0           | 25    | 4     |
| Кальмар          | Алльсвенскан     | 2015             | 26   | 2    | 1     | 0     | 0           | 0           | 27    | 2     |
| Кальмар          | Алльсвенскан     | 2016             | 7    | 3    | 1     | 0     | 0           | 0           | 8     | 3     |
| Кальмар          | Алльсвенскан     | 2017             | 22   | 5    | 3     | 1     | 0           | 0           | 25    | 6     |
| Кальмар          | Алльсвенскан     | 2018             | 28   | 2    | 3     | 0     | 0           | 0           | 31    | 2     |
| Кальмар          | Алльсвенскан     | 2019             | 12   | 2    | 1     | 0     | 0           | 0           | 13    | 2     |
| Кальмар          | Итого            | Итого            | 164  | 23   | 15    | 2     | 5           | 0           | 184   | 25    |
| Истанбулспор     | Первая лига      | 2019/20          | 28   | 7    | 3     | 2     | 0           | 0           | 31    | 9     |
| Истанбулспор     | Первая лига      | 2020/21          | 16   | 3    | 0     | 0     | 0           | 0           | 16    | 3     |
| Истанбулспор     | Итого            | Итого            | 44   | 10   | 3     | 2     | 0           | 0           | 47    | 12    |
| Болуспор         | Первая лига      | 2020/21          | 13   | 0    | 0     | 0     | 0           | 0           | 13    | 0     |
| Болуспор         | Итого            | Итого            | 13   | 0    | 0     | 0     | 0           | 0           | 13    | 0     |
| Эрмис            | Дивизион B       | 2021/22          | 20   | 12   | 1     | 0     | 0           | 0           | 21    | 12    |
| Эрмис            | Итого            | Итого            | 20   | 12   | 1     | 0     | 0           | 0           | 21    | 12    |
| Кальмар          | Алльсвенскан     | 2022             | 0    | 0    | 0     | 0     | 0           | 0           | 0     | 0     |
| Кальмар          | Итого            | Итого            | 0    | 0    | 0     | 0     | 0           | 0           | 0     | 0     |
| Всего за карьеру | Всего за карьеру | Всего за карьеру | 255  | 47   | 21    | 4     | 5           | 0           | 281   | 51    |

## Статистика в сборной
| Матчи и голы Папа Диуфа за национальную сборную Сенегала | Матчи и голы Папа Диуфа за национальную сборную Сенегала | Матчи и голы Папа Диуфа за национальную сборную Сенегала | Матчи и голы Папа Диуфа за национальную сборную Сенегала | Матчи и голы Папа Диуфа за национальную сборную Сенегала | Матчи и голы Папа Диуфа за национальную сборную Сенегала |
| №                                                        | Дата                                                     | Оппонент                                                 | Счёт                                                     | Голы                                                     | Соревнование                                             |
| -------------------------------------------------------- | -------------------------------------------------------- | -------------------------------------------------------- | -------------------------------------------------------- | -------------------------------------------------------- | -------------------------------------------------------- |
| 1                                                        | 10 мая 2010                                              | Мексика                                                  | 0:1                                                      | 0                                                        | Товарищеский матч                                        |
| 2                                                        | 14 ноября 2012                                           | Нигер                                                    | 1:1                                                      | 0                                                        | Товарищеский матч                                        |

Итого:2 матча и 0 голов; 0 побед, 1 ничья, 1 поражение.